# Falvy
Falvy ist eine französische Gemeinde mit 162 Einwohnern (Stand 1. Januar 2022) im Département Somme in der Region Hauts-de-France. Sie gehört zum Arrondissement Péronne und zum Kanton Ham.

## Geschichte
Die Herren von Falvy des 12. und 13. Jahrhunderts stammten aus dem Haus Nesle und waren im Allgemeinen gleichzeitig Grafen von Soissons.

## Bevölkerungsentwicklung
- 1962: 117
- 1968: 118
- 1975: 108
- 1982: 116
- 1990: 106
- 1999: 100
- 2006: 127
- 2018: 153

## Sehenswürdigkeiten
- Kirche Sainte Benoite, ehemalige Schlosskapelle (Monument historique)